# 巴利萨
巴利萨是巴西戈亚斯州的一个市镇。总面积1782.592平方公里，总人口897人，人口密度0.5人/平方公里。